# Tucídides (militar)
Tucídides (en llatí Thucydides, en grec antic Θουκυδίδης va ser un militar romà que va viure al segle ii.
L'any 162 el governador de Capadòcia Sedaci Severià va envair Armènia, però va ser derrotat a Elegeia i es va suïcidar. Sembla que el va succeir Luci Marci Ver. L'any 163 Marc Aureli envià el general Marc Estaci Prisc a Armènia, i Ver li va enviar forces sota el comandament d'un dels seus lloctinents, un oficial de nom, Tucídides, suposadament d'origen grec.
Prisc amb el suport de Tucídides ocupà Artàxata, va fer fugir Pacoros d'Armènia i va restablir com a rei a Sohemus, que era senador i cònsol de Roma. La ciutat d'Artàxata va ser destruïda i substituïda per una nova ciutat no gaire allunyada anomenada Cenèpolis, dissenyada per l'arquitecte Suides, i que podria correspondre a Vagharxapat (segons Moisès de Khorèn). Allí es va instal·lar una guarnició romana que almenys hi va romandre fins al 185. Luci Marci Ver que va substituir a Prisc en el govern, la va convertir en capital. Tucídides va seguir com a lloctinent de Ver almenys un cert temps.